# Betsukai
Betsukai (別海町, Betsukai-chō), ou Bekkai, est un bourg situé dans l'est de l'île de Hokkaidō, au Japon. Il fait partie du district de Notsuke, dans la sous-préfecture de Nemuro.

## Toponymie
Le toponyme « Betsukai » est d'origine aïnoue.

## Géographie

### Démographie
Avec 1 319,63 km2, Betsukai est la deuxième municipalité de la préfecture d'Hokkaidō par sa superficie. En 2015, sa population était de 15 790 habitants.

## Économie
C'est à Betsukai qu'a été lancé le projet de ferme-pilote du Konsen en 1955. Par la suite, le bourg, comme la région du Konsen en général, s'est spécialisé dans l'élevage laitier (le climat local ne permettant pas la culture du riz), sous l'appellation commerciale Milk Land Hokkaido.

## Histoire
Le bourg de Betsukai a été formé en 1923 par regroupement de six villages puis a acquis le statut de bourg en 1971.